# Tupi (mitologia)
Tupi é um personagem da mitologia tupi-guarani. Seria o antepassado primordial de todos os povos tupis. Por isso, muitas nações tupis criaram seus nomes a partir dele: tupinambás, tupiniquins, tupiguaés, tupiminós etc.